# Coron (eiland)

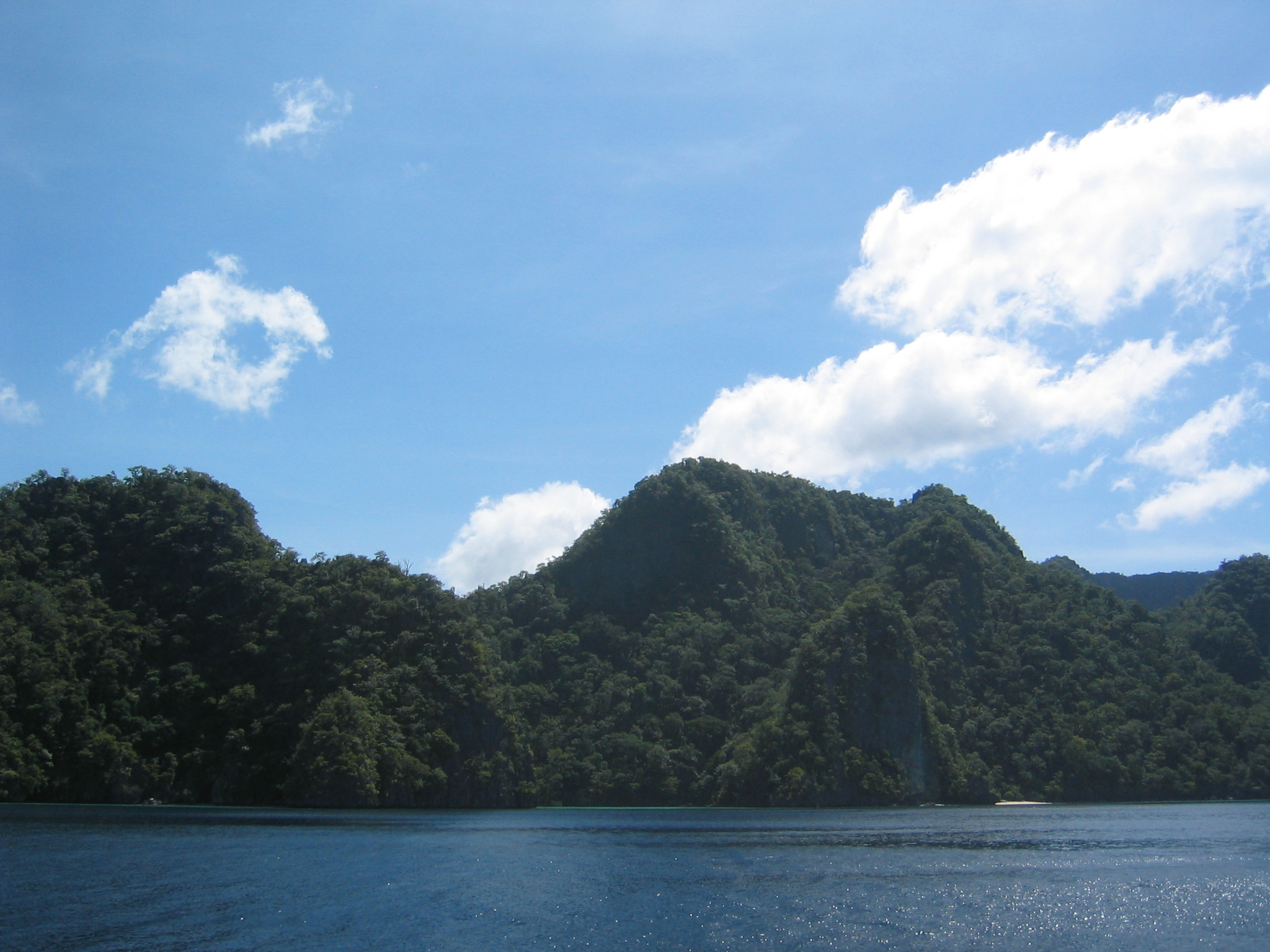
Uitzicht op het eiland Coron

Coron is een eiland in Calamianeilanden in de Filipijnen. Het ligt in de provincie Palawan tussen het eiland Palawan en Mindoro in, ten zuidoosten van het eiland Busuanga.
Het eiland staat bekend als een duiklocatie vanwege de vele wrakken van Japanse schepen die er in de Tweede Wereldoorlog gezonken zijn in de rotsachtige omgeving. 

## Mensen en cultuur

### Bevolkingsgroepen
Coron wordt bewoond door de Tagbanwa's. Deze oorspronkelijke bevolkingsgroep, die behalve op Coron ook op de andere Calamianeilanden en op Palawan woont, ijvert al sinds de jaren 80 van de 21e eeuw voor een grotere zeggenschap over hun voorouderlijke domeinen. Nadat in 1997 de Indigenous Peoples' Rights Act, werd aangenomen werd de claim van de op Coron levende Tagbanwa's toegekend en kregen zij een grotere mate van controle over het eiland toegekend.

### Taal
De bewoners van het eiland spreken Calamian Tagbanwa.

## Geografie

### Bestuurlijke indeling
Het eiland Coron valt geheel binnen de gemeente Coron en bestaat uit twee barangays genaamd Banuang Daan en Cabugao.

### Landschap
Coron is een van de mooiste locaties in de Filipijnen. Het onherbergzame eiland bestaat uit steile kalkstenen rotsen volledig begroeid met oerwouden en bossen. De biodiversiteit in de zee rond het eiland is bijzonder groot.
Het eiland heeft zeven meren. De lokale bewoners beschouwen de meren als heilig. Slechts twee van de meren, waaronder het Kayanganmeer, zijn te bezoeken.

## Fauna van Coron
Een bijzondere vogel die op dit eiland voorkomt is Eetbaar-nestsalangaan (Collocalia fuciphaga). Deze vogel staat bekend om haar nesten die eetbaar zijn.